# Bešlinec
Bešlinec is een plaats in de gemeente Kloštar Ivanić in de Kroatische provincie Zagreb. De plaats telt 378 inwoners (2001).